# Ponte pênsil

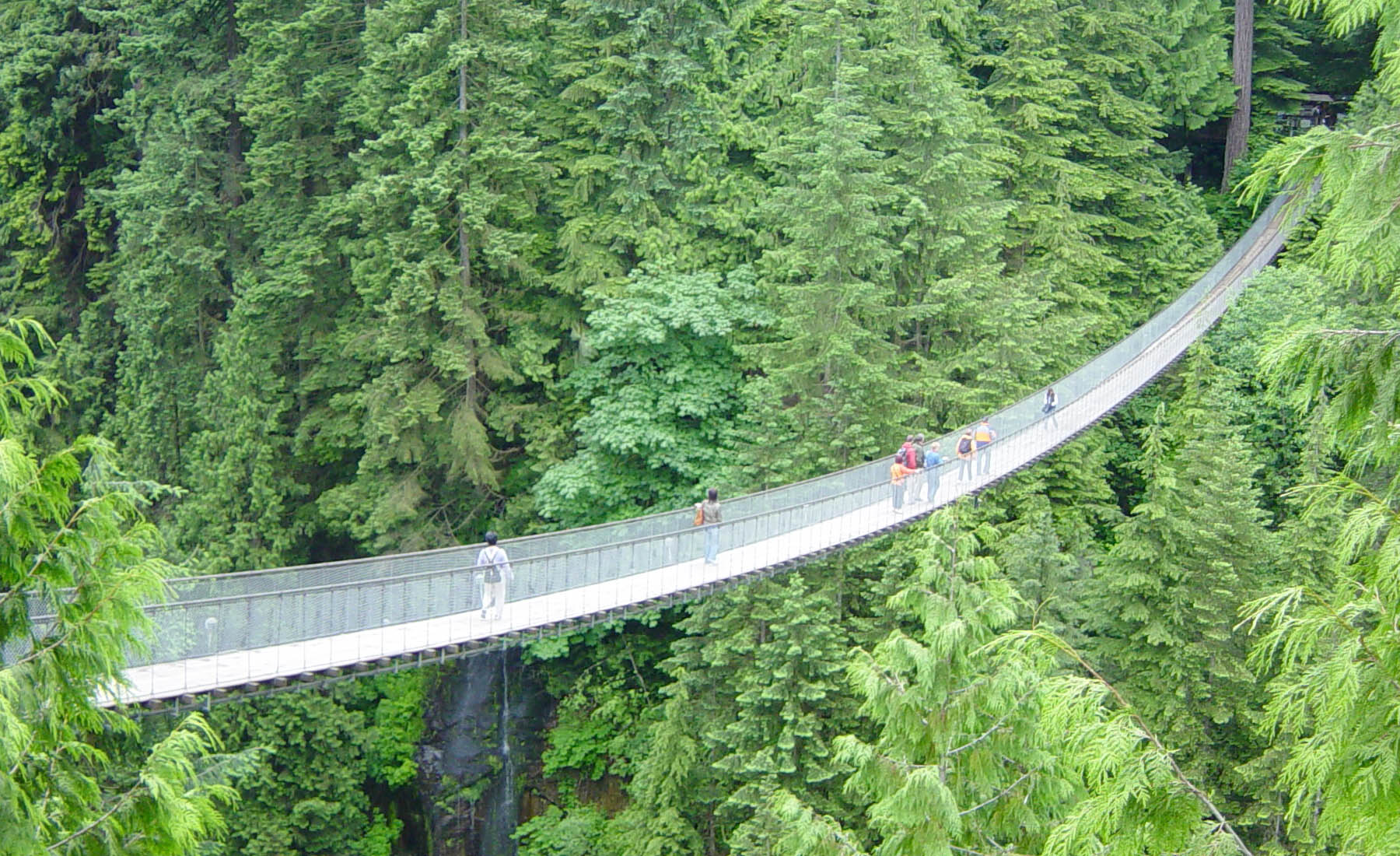
Um exemplo de ponte suspensa simples.

Ponte pênsil ou ponte suspensa é um tipo de ponte sustentada por cabos ou tirantes de suspensão. As primeiras pontes suspensas modernas, com plataformas niveladas, são datadas dos século XIX, porém existem relatos desse modelo de ponte desde o século III. As pontes de suspensão simples, que são utilizadas por pedestres ou por rebanhos animais, são construídas de acordo com as antigas pontes de corda Incas.
Os cabos de suspensão devem ser ancorados em cada extremidade da ponte, pois qualquer carga aplicada à ponte é transformada em tensão nesses cabos principais. Os cabos principais continuam além dos pilares até os suportes no nível do convés e continuam ainda as conexões com as âncoras no solo. A estrada é suportada por cabos ou hastes verticais de suspensão, chamados cabides. Em algumas circunstâncias, as torres podem sentar-se em um penhasco ou na margem do desfiladeiro, onde a estrada pode prosseguir diretamente para o vão principal; caso contrário, a ponte geralmente terá dois vãos menores, que correm entre um par de pilares e a estrada, que podem ser apoiados por cabos suspensos ou suas próprias treliças. Neste último caso, haverá muito pouco arco nos cabos principais externos.
As suas sucessoras na história da tecnologia de pontes são as pontes estaiadas.

## História
As primeiras pontes suspensas eram cordas penduradas em um abismo, com um convés possivelmente no mesmo nível ou pendurado abaixo das cordas, de modo que a corda tivesse uma forma de catenária.
A forma que conhecemos hoje de ponte pênsil foi formada no início do século XIX. Um dos primeiros exemplos desse tipo de tempo são as pontes de Menai e Cowny (inaugurada em 1826) no norte do País de Gales e na zona oeste de Londres. Desde então pontes como essas começaram a ser construídas em todas as partes do mundo. Esse tipo de construção de ponte foi a única encontrada para transpor grandes distâncias e não interferir no tráfego de barcos.

## Maior ponte suspensa do mundo
Até 2022 a maior ponte suspensa do mundo era a Ponte Akashi-Kaikyo, no Japão.
Em março de 2022, a Turquia inaugurou a maior ponte suspensa do mundo com 3563 metros de comprimento, dos quais mais de 2000 em um vão central suspenso. Chama-se "Ponte Çanakkale 1915" e foi construída no Estreito de Dardanelos, no noroeste da Turquia, encurtando o tempo passagem entre a Europa e a Ásia para apenas seis minutos (a anterior ligação por ferry demorava cerca de meia hora).
Além de reduzir o tempo de viagem, a ponte liga importantes portos das regiões de Mármara e do mar Egeu à rede de transportes do país. A obra liga-se a um sistema de rodovias em redor do Mar de Mármara, onde habita quase um terço da população da Turquia e uma região que acolhe grandes centros industriais e comerciais.
A obra junta-se às outras três pontes (em Istambul) que fazem uma ligação entre os dois continentes, Europa e Ásia, e é pintada de vermelho e branco, cores da bandeira Turca.

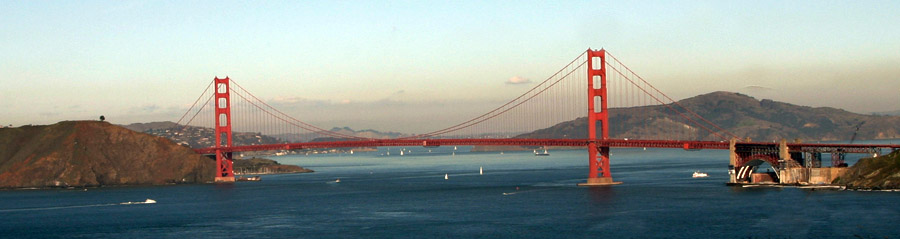
Golden Gate Bridge, um dos mais famosos exemplos de ponte pênsil

## Pontes suspensas no mundo lusófono
No Brasil, podem ser citadas:

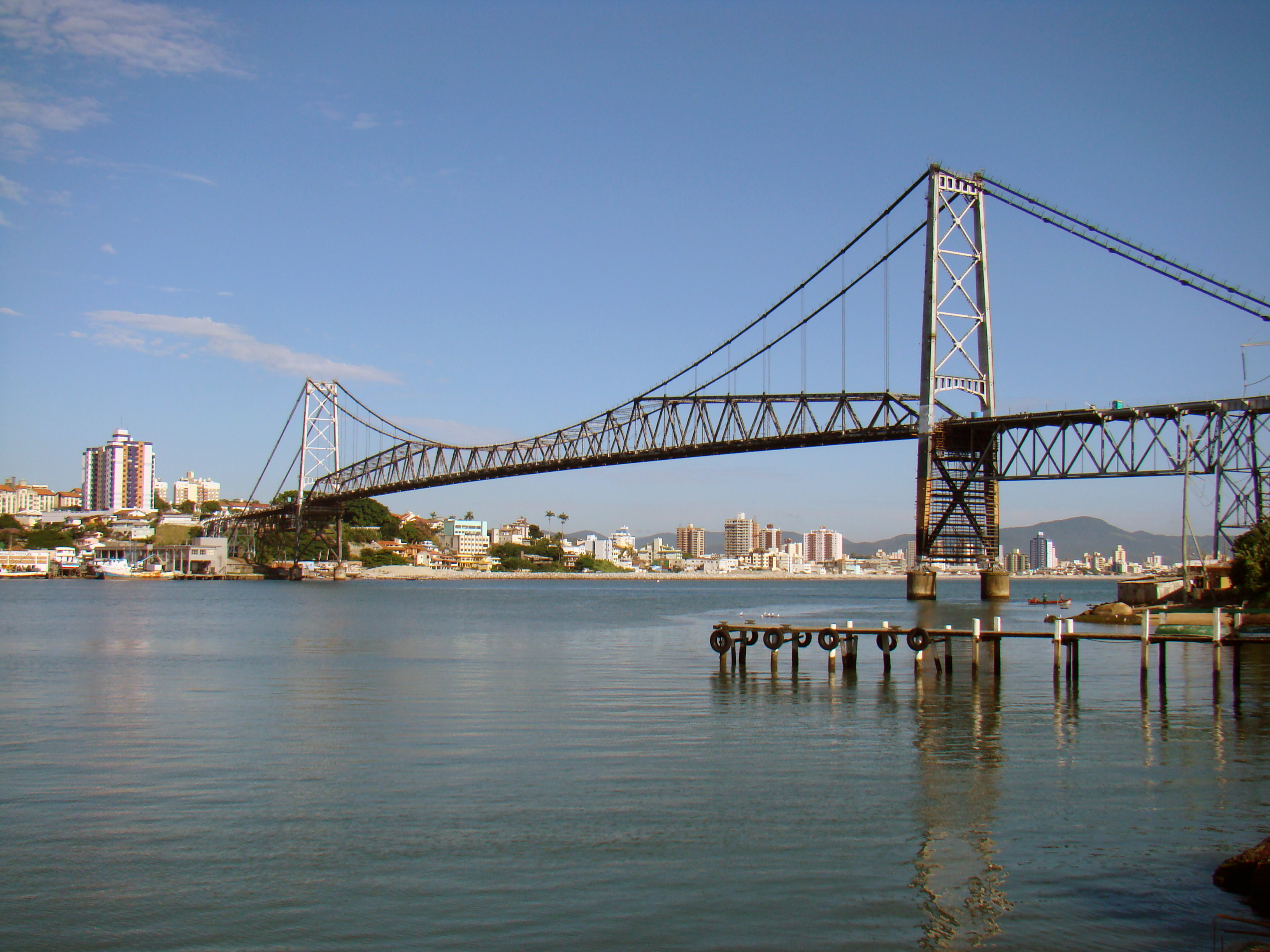
Ponte Hercílio Luz, em Florianópolis, Brasil

- Alça Viária, localizada em diversos municípios do Pará, é um complexo de pontes e estradas que totalizam mais de 74 km de rodovias e 4,5 km de pontes estaiadas (atirantadas), construída para integrar a Região Metropolitana de Belém.
- Ponte Affonso Penna, localizada na cidade de Itumbiara, Goiás. Foi construída na Alemanha montada em Itumbiara e totalmente desmontada e reconstruída na mesma cidade porém para ligar a vila de Furnas em Itumbiara-GO a Araporã-MG.
- Ponte Pênsil de São Vicente, construída em 1914, liga a ilha de São Vicente aos bairros da Prainha, Japuí e Parque Estadual do Xixová, parte continental do mesmo município, no estado de São Paulo, Brasil.
- Ponte Ernesto Dornelles, também conhecida como Ponte do Rio das Antas, localiza-se na entre as cidades de Bento Gonçalves e Veranópolis, e é a maior ponte pênsil com arcos paralelos do mundo. Ela era e é muito importante para o escoamento das indústrias e também da colheita de frutos como a Uva e a Maçã.
- Ponte Hercílio Luz, inaugurada em 1926, liga a parte continental à parte insular de Florianópolis, no estado de Santa Catarina, Brasil.
- Ponte Pênsil Afonso Pena, em São Gonçalo do Sapucaí, Minas Gerais. Também de fabricação alemã, liga São Gonçalo do Sapucaí ao município de Turvolândia.
- Ponte Pênsil de Caxangá, inaugurada em 1842, foi construída para ligar a cidade de Paudalho, interior do estado de Pernambuco, à capital, Recife, cortando assim o Rio Capibaribe. A ponte foi destruída em 1869, devido a uma forte cheia no rio, em seu lugar foi construída uma nova ponte de ferro.
- Ponte Alves Lima, liga Chavantes (São Paulo) a Ribeirão Claro no Paraná. Tem 164 metros de extensão. É a única ponte pênsil do Brasil com laterais e piso revestidos em madeira.
- Ponte de Igapó, é uma ponte metálica localizada sobre o Rio Potenji, na cidade de Natal capital do Rio Grande do Norte. Construída pela inglesa Cleveland Bridge Engineering and Co. Após 54 anos de uso se tornou “sem serventia”. Desativada em 1970, após o fim do contrato de exploração pela companhia inglesa, e com a inauguração da ponte de concreto, foi relegada ao esquecimento não só de quem passa e não a vê, mas do poder público. Tombada pelo patrimônio histórico estadual – Fundação José Augusto – em 1992, a única providência foi evitar a retirada do que restou de uma das três primeiras pontes brasileiras.
- Ponte Benjamin Constant, é uma ponte localizado em Manaus, capital do Amazonas. A ponte metálica Benjamin Constant é um dos marcos históricos do município de Manaus, fazendo a ligação do centro da cidade com o bairro da Cachoeirinha.

Em Portugal, citadas:

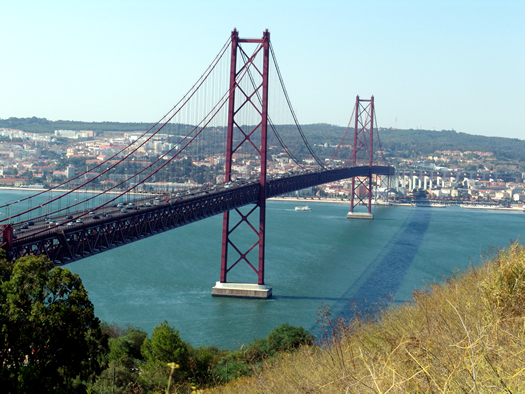
Ponte 25 de Abril em Lisboa, Portugal

- Ponte pênsil D. Maria II, inaugurada em 1843, sobre o rio Douro, ligava o Porto a Vila Nova de Gaia, Portugal. Foi desmantelada em 1886.
- Ponte 25 de Abril, inaugurada em 1966 e inicialmente denominada "Ponte Salazar", sobre o rio Tejo, liga Lisboa a Almada, Portugal.